# Diamanda Galás
Diamanda Galás (San Diego, 29 de agosto de 1955), é uma cantora, compositora e instrumentista norte-americana filha de pais gregos. Galás é conhecida pelo seu trabalho avant-garde e experimental.

## Vida
Conhecida por sua perícia em piano, assim como sua distintiva voz de ópera, que tem uma extensão de três oitavas e meia. O critico Robert Conroy disse que ela é "sem dúvida uma das maiores cantoras da América", e são feitas com frequência comparações entre ela e uma outra cantora de origem grega, Maria Callas. Trabalhou com muitos compositores de vanguarda, incluindo Iannis Xenakis, Vinko Globokar e John Zorn. Ela fez seu debut no Festival d'Avignon, na França, como solista na ópera Un Jour Comme Un Autre de Globokar. O trabalho foi patrocinado pela Amnistia Internacional.
Estudou jazz e música clássica desde criança além de se aprofundar futuramente em outros gêneros que se revela ao longo de todo o seu trabalho. Ela estudou uma ampla gama de formas musicais, bem como artes visuais, antes de ir para a Europa.

## Discografia
- 1982 - The Litanies of Satan - notable for "Wild Women with Steak-Knives (The Homicidal Love Song for Solo Scream)"
- 1984 - Diamanda Galás - AKA Panoptikon - AKA The Metalanguage Album
- 1986 - The Divine Punishment
- 1986 - Saint of the Pit
- 1988 - You Must Be Certain of the Devil
- 1989 - Masque of the Red Death Trilogy: The Divine Punishment & Saint of the Pit / You Must Be Certain of the Devil
- 1991 - Plague Mass
- 1992 - The Singer
- 1993 - Vena Cava
- 1994 - The Sporting Life, with John Paul Jones
- 1996 - Schrei X
- 1998 - Malediction & Prayer
- 2003 - La Serpenta Canta
- 2003 - Defixiones, Will and Testament
- 2008 - Guilty Guilty Guilty
- 2009 - You're My Thrill TBA Mute
- 2017 - At Saint Tomas the Apostle Harlem
- 2017 - All the Way
- 2021 - Diamanda Galás
- 2022 - The Divine Punishment
- 2022 -  Broken Gargoyles